# SUDS3
SUDS3 (англ. SDS3 homolog, SIN3A corepressor complex component) – білок, який кодується однойменним геном, розташованим у людей на короткому плечі 12-ї хромосоми. Довжина поліпептидного ланцюга білка становить 328 амінокислот, а молекулярна маса — 38 136.
| 10         |  | 20         |  | 30         |  | 40         |  | 50         |
| ---------- |  | ---------- |  | ---------- |  | ---------- |  | ---------- |
| MSAAGLLAPA |  | PAQAGAPPAP |  | EYYPEEDEEL |  | ESAEDDERSC |  | RGRESDEDTE |
| DASETDLAKH |  | DEEDYVEMKE |  | QMYQDKLASL |  | KRQLQQLQEG |  | TLQEYQKRMK |
| KLDQQYKERI |  | RNAELFLQLE |  | TEQVERNYIK |  | EKKAAVKEFE |  | DKKVELKENL |
| IAELEEKKKM |  | IENEKLTMEL |  | TGDSMEVKPI |  | MTRKLRRRPN |  | DPVPIPDKRR |
| KPAPAQLNYL |  | LTDEQIMEDL |  | RTLNKLKSPK |  | RPASPSSPEH |  | LPATPAESPA |
| QRFEARIEDG |  | KLYYDKRWYH |  | KSQAIYLESK |  | DNQKLSCVIS |  | SVGANEIWVR |
| KTSDSTKMRI |  | YLGQLQRGLF |  | VIRRRSAA   |  |            |  |            |

A: Аланін

C: Цистеїн

D: Аспарагінова кислота

E: Глутамінова кислота

F: Фенілаланін

G: Гліцин

H: Гістидин

I: Ізолейцин

K: Лізин

L: Лейцин

M: Метіонін

N: Аспарагін

P: Пролін

Q: Глутамін

R: Аргінін

S: Серин

T: Треонін

V: Валін

W: Триптофан

Кодований геном білок за функціями належить до репресорів, регуляторів хроматину, фосфопротеїнів. 
Задіяний у таких біологічних процесах, як апоптоз, транскрипція, регуляція транскрипції, ацетилювання. 
Локалізований у ядрі.